# Диглосија
Диглосија је појава да у једном друштву постоје два блиско повезана језика, један са високим престижом, који користи влада и који се користи у формалним текстовима, и други без престижа, који је уобичајно говорни (вернекуларни) језик.  Диглосија је појава која захвата читаву заједницу, а двојезичност (билингвизам) индивидуална је појава. Пример је стандардни српски, који се сматра за правилан начин говора у Србији и призренско-тимочка дијалекатска област са својим дијалектима и косовско-ресавски дијалекат који су говорни језици становника јужне, централне и источне Србије.